# A Fish Called Selma
"A Fish Called Selma" är avsnitt 19 från säsong sju och sändes på Fox i USA den 24 mars 1996. I avsnittet gifter sig Troy McClure med Selma Bouvier för att rädda sin karriär. Ett utkast skrevs av frilansaren Jack Barth och avsnittet regisserades av Mark Kirkland. Barths manuset finslipades sen av produktionen som bland annat la in musikalen om Apornas Planet och sången "Dr. Zaius". Avsnittet blev för långt för Troy och Selma tar långsamt så Jeff Goldblum fick spela om sina repliker som MacArthur Parker och prata snabbare. Phil Hartman gästskådespelar också som Troy McClure och Fat Tony. Avsnittet har mest hyllats av recensenterna.

## Handling
Familjen Simpsons kollar på en film med Mupparna där Troy McClure medverkar. Clancy Wiggum stoppar samtidigt McClure för att kört över vägrenen. Wiggum påpekar för McClure att han måste ha glasögon då han kör, Troy åker nästa dag till DMV för att slippa kravet. Han träffar där Selma Bouvier som bjuder henne på middag om hon låter honom slippa glasögonkravet. McClure håller sitt löfte och efter middagen blir McClure och Selma fotograferad av paparazzin. Nästa dag får Troy ett samtal från hans agent MacArthur Parker som inte hört av sig på flera år som berättar för honom att han kommer att få ett jobb om han fortsätter gå ut med tjejen. Troy och Selma fortsätter umgås och han får för första gången på flera år nya jobb. Bland annat huvudrollen i musikalen om Apornas Planet. Selma och McClure förlovar sig sen efter att Parker bett honom gifta sig för att det skulle hjälpa hans karriär.
Under svensexan berättar Troy för Homer att han tänker gifta sig med hans svägerska bara för det hjälper hans karriär. Homer råkar berättar det för Marge och tillsammans med Patty berättar de det för Selma som inte tror dem. Selma frågar sen Troy om det är sant och han berättar att det är det men då Selma inser hur bra hennes liv skulle vara om hon var gift med Troy går hon med på att gifta sig med honom. Parker ber Troy att skaffa barn så han kan få roll i nya McBain IV: Fatal Discharge men då han och Selma försöker skaffa ett barn går det inte då de inte har känslor för varandra och Selma vill inte adoptera och de skiljer sig. Troy får rollen i McBain ändå men tackar nej för en roll i filmen för filmen "The Contrabulous Fabtraption of Professor Horatio Hufnagel".

## Produktion
Bill Oakley och Josh Weinstein var ett fan av Phil Hartman, de ville producera ett helt avsnitt med Troy McClure och ge Hartman så mycket repliker som möjligt. Oakley insåg att avsnittet var ett sätt att utforska Trotys karaktär eftersom han inte fått en historia i serien.. Författarna valade att han fick gifta sig med Selma Bouvier eftersom hon alltid vill gifta sig. Ett utkast skrevs av frilansaren Jack Barth. Låten "Dr. Zaius" från musikalen av Apornas planet skrevs av Weinstein under titeln "Rock Me Dr. Zaius" som senare finslipades av George Meyer som valde lägga in en referens till vaudeville. Repliken om från schimpansa till schimpanz skrevs av David Cohen. Oakley har efteråt hört repliken överallt i världen.
Mark Kirkland gillade att ha Troy med i ett helt avsnitt, han gillade Hartmans röstskådespelande och avsnittet gav animatörerna möjlighet att öppna McClure visuellt som en karaktär. Både Troy och Selma pratar långsamt, totalt under 28 minuter så flera scener fick klippas bort, bland annat större delen av svensexan. Efter skådespelarna fått spela in sin repliker fick Jeff Goldblum spela om sina repliker som MacArthur Parker och prata fortare för att klippa ner hans scener. Hans rollfigur baserades löst på honom som en lat Hollywood-agent. Animatörerna såg flera av Goldblums filmer som En lång en för att lättare kunna designa honom i serien.
I avsnittet skämtar man om att man tror att McClure har en sexuell läggning för fiskar efter en idé av James L. Brooks, eftersom det var så perverst och konstigt. Unders bordsläsningen vägrade en som fick läsa McClures repliker att nu röker hon för två och ville ta bort den men den behölls. I restaurangen Pimento Grove har animatörerna med alla kändisar och fiktiva kändisar på väggarna som varit med i serien tills avsnittet sändes.

## Kulturella referenser
Titeln är en referens till En fisk som heter Wanda. Avsnittet börjar med att familjen ser en film med Mupparna. McClure medverkar i en musikal av Apornas Planet där sången "Dr. Zaius" är en parodi av "Rock Me Amadeus". Scenen då Selma och Troy röker är en referens till en scen i Under nya stjärnor. Huset som McCLure bor i är en referens till Chemosphere och hans bil är en DeLorean DMC-12. Nyhetsankarna i kändisnyheternas röst görs av Hank Azaria och Pamela Hayden som är baserat på Entertainment Tonights programledare John Tesh och Mary Hart. Då McClure pratar om Jub-Jub är hans repliker en referens till VISA. Ken Keeler gav agenten namnet MacArthur Parker som en referens till sången MacArthur Park". Selmas kläder i en scen är en referens till kläder som Marilyn Monroe hade. På bröllopet sjunger Homer sången "Rock and Roll" i sitt huvud.

## Mottagande
Avsnittet hamnade på plats 66 över mest sedda program under veckan med en Nielsen ratings på 7.8. Avsnittet var det sjätte mest sedda programmet på Fox under veckan. Entertainment Weekly har placerat avsnittet som de åttonde bästa avsnittet i seriens historia. IGN har kallat avsnittet det bästa från säsongen och musikalen är den bästa delen i avsnittet och en av de bästa i seriens historia. Från IGN har Robert Canning hyllat Phil Hartmans medverkan som en av de bästa gästskådespelarna i seriens historia. Han anser att manuset är bra och skämten är en av bästa i seriens historia men utan Phil Hartman som Troy McClure skulle inte avsnittet blir bra. Michael Moran från The Times anser att avsnittet är det bästa i seriens historia. Under 2012 då Johnny Dee från The Guardian listade sina fem bästa avsnittet var avsnittet med på listan.
Warren Martyn och Adrian Wood har i  boken I Can't Believe It's a Bigger and Better Updated Unofficial Simpsons Guide skrivit att de var nöjda med att Troy McClure fick en större roll till slut. Empire anser att scenen om "Apornas Planet" är en av de högsta punkerna i seriens historia och McClures finaste timme. Kimberly Potts från AOL Television har placerat avsnittet på plats 14 över bästa avsnitt i seriens historia. Dave Foster från DVD Times hyllade avsnittet och Jeff Goldblums medverkan på dvd-kommentarerna. Han anser att de som inte sett McClrues musikal om "Apornas Planet" har inte levt, det är en av de bästa sakerna i seriens historia.